# کاتسومی یوکوتا
کاتسومی یوکوتا مهندس و آهنگساز اهل ژاپن است. او بیشتر به‌خاطر فعالیت‌هایش در حوزه ترکیب موسیقی با فناوری شناخته می‌شود و در پروژه‌های مختلف مرتبط با موسیقی الکترونیک و طراحی صوتی مشارکت داشته‌است.

## زندگی و تحصیلات
اطلاعات دقیقی از زندگی شخصی یا محل تولد کاتسومی یوکوتا منتشر نشده‌است. با این حال، گزارش‌هایی حاکی از آن است که او در رشته مهندسی برق یا فناوری صوتی در ژاپن تحصیل کرده‌است.

## فعالیت حرفه‌ای
یوکوتا در پروژه‌های متعددی به عنوان مهندس صدا، تنظیم‌کننده و آهنگساز همکاری داشته‌است. آثار او معمولاً ترکیبی از عناصر موسیقی سنتی ژاپنی و فناوری‌های مدرن موسیقی الکترونیک هستند. او همچنین در تولید موسیقی برای برخی بازی‌های رایانه‌ای، پروژه‌های هنری دیجیتال و اجراهای چندرسانه‌ای مشارکت